# Emanuel Ginóbili
Emanuel David Ginóbili Maccari, detto Manu (Bahía Blanca, 28 luglio 1977), è un ex cestista argentino con cittadinanza italiana.
Dal 2022 è membro del Naismith Memorial Basketball Hall of Fame.
Nel corso di una carriera di 23 stagioni, è diventato uno dei due soli giocatori (insieme a Bill Bradley) ad aver vinto un titolo Euroleague, un campionato NBA e una medaglia d'oro olimpica.
Ginóbili, quattro volte campione della NBA, ha giocato per i San Antonio Spurs per tutta la sua carriera nella NBA. Insieme ai compagni di squadra negli Spurs Tim Duncan e Tony Parker ha costituito un terzetto denominato Big Three.
Ginóbili proviene da una famiglia di giocatori di basket professionisti. Ha trascorso la prima parte della sua carriera in Argentina e in Italia e ha vinto numerosi riconoscimenti individuali e di squadra. Il suo periodo con la Virtus Bologna è stato particolarmente ricco di successi: un Euroleague, un campionato italiano di basket, due Coppa Italia, un Euroleague Final Four MVP, due volte MVP Serie A e un MVP Coppa Italia Serie A. Selezionato con la 57ª scelta assoluta nel draft NBA del 1999, Ginóbili si unì agli Spurs solo nel 2002 e divenne presto un giocatore chiave per la squadra. Oltre ai suoi quattro campionati NBA, Ginóbili è stato nominato All-Star nel 2005 e nel 2011 ed è stato selezionato due volte per All-NBA Third Team. Nel periodo 2007-2008 è stato nominato sesto uomo dell'anno dell'NBA. Ginóbili ha annunciato il suo ritiro dall'NBA il 27 agosto 2018.

## Biografia
Soprannominato Manu, discende da immigrati italiani dalle Marche, dal comune di Pollenza. Nella sua famiglia giocano a pallacanestro anche i fratelli maggiori Sebastián e Leandro, mentre il padre, Jorge, fu allenatore della squadra locale dove Emanuel è cresciuto, e anche giocatore.

## Caratteristiche tecniche
Ginóbili era una guardia tiratrice, mancina. Ha doti di leader e sovente Gregg Popovich, allenatore degli Spurs, gli ha affidato il gioco nei momenti decisivi. Lo stesso Popovich dice di lui: «È probabilmente la persona più competitiva che io abbia mai visto».
Dotato di grande rapidità e velocità di pensiero, dimostrava eccellenti doti atletiche che esprimeva in scatti e continui cambi di direzione -tanto da essere uno dei giocatori ad aver importato in NBA il passo europeo (o euro step)- che terminavano appoggiando il pallone alla tabella; si è affermato anche come strepitoso e pirotecnico passatore, scovando linee molto ambiziose e complesse per servire i propri compagni.
Si rivelava essere anche un discreto difensore, spesso tendente ad intercettare i passaggi degli avversari.

## Carriera

### Club (1995-2018)

#### Primi anni argentini e italiani (1995-2000)
Fa il suo esordio nella pallacanestro professionistica con l'Andino di La Rioja, nella stagione 1995-96, e viene comprato dall'Estudiantes di Bahía Blanca l'anno dopo. Gioca con la squadra della sua città natale finché, nel 1998, si trasferisce in Europa, firmando un contratto con la Viola Reggio Calabria con la quale centra la promozione in A1. Al termine della prima stagione sullo Stretto viene scelto alla numero 57 del Draft NBA 1999 dai San Antonio Spurs (in quello che sarà uno dei maggiori draft steal della storia della Lega). Rimane però ancora a Reggio, dove scrive pagine memorabili per la compagine calabrese, che nella sorpresa generale, arriva a ripetere il risultato sportivo conseguito nel 1993: semifinale sfiorata e quinto posto assoluto alla fine dei play-off. Il risultato della Viola, contribuisce a segnalarlo come una delle guardie più esplosive del Campionato Italiano. Volendo affiancare alla stella Danilovic un giocatore dal grande potenziale, la Virtus Bologna decide di mettere sotto contratto la guardia argentina. L'improvviso ritiro di Danilovic a soli 30 anni apre le porte del quintetto base a Ginóbili.

#### Il biennio d'oro con la Virtus (2000-2002)
A Bologna dimostrò una notevole crescita, tanto da essere indicato come giocatore con la miglior evoluzione nel corso dell'anno 2000, diventando la punta di diamante di una squadra formidabile capace di vincere, nella sola stagione 2000-01, campionato italiano, Coppa Italia ed Eurolega, il cosiddetto grande slam. Durante il periodo nel quale ha giocato a Bologna e Reggio Calabria ha fatto parte per tre volte dell'All Star Game italiano. L'anno dopo con la Virtus rivince la Coppa Italia, ma non riesce a confermarsi in Eurolega (sconfitta in casa col Panathinaikos) ed in campionato (fuori in semifinale), ma già è attirato dall'esperienza all'estero, nel mondo della NBA.

#### NBA (2002-2018)
Dopo aver conquistato l'Europa Ginóbili, a 25 anni, decise che era ora di sbarcare nella NBA. L'argentino firmò così con gli Spurs, che ne detenevano i diritti in virtù della scelta operata tre anni prima; le prestazioni di Ginóbili al Campionato del Mondo di Indianapolis, in cui la sua Argentina arrivò alla finale persa contro la Jugoslavia di Predrag Stojaković, Vlade Divac, Dejan Bodiroga e il suo compagno di squadra a Bologna Marko Jarić furono il trampolino di lancio ideale per sbarcare negli USA.
All'inizio della sua avventura americana trova varie difficoltà, specie per incomprensioni con l'allenatore Gregg Popovich, orientato verso uno stile di gioco controllato e ragionato, che mal si adattava all'istintività e all'improvvisazione di Ginóbili. Col tempo, coach e giocatore hanno imparato a convivere; la grande sintonia tecnica e umana che si è venuta a creare nel corso del tempo tra i due è stata uno dei cardini dei successi Spurs negli anni.

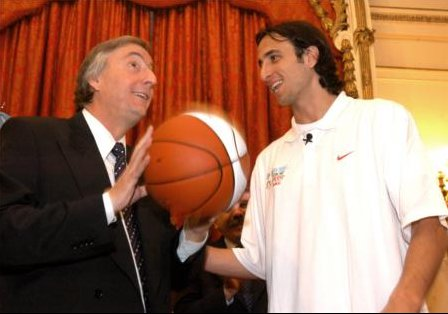
Incontro con il Presidente argentino Néstor Kirchner dopo l'elezione a sportivo dell'anno in patria.

Nel 2002-03, con Ginóbili prevalentemente nel ruolo di sesto uomo, nonostante le difficoltà si conquista una ventina di minuti a partita, partendo anche 5 volte in quintetto base, con 7,6 punti a partita (tirando col 43%), con 1,4 recuperi. A fine anno gli Spurs vincono il titolo NBA sconfiggendo in finale i New Jersey Nets per 4-2, mentre il suo compagno e amico, Tim Duncan, si aggiudica il titolo di MVP delle finali. Inoltre, viene eletto nel secondo quintetto di migliori rookie della stagione, e miglior rookie del mese di marzo della Western Conference.
L'anno dopo riceve più fiducia, giocando metà delle partite da titolare, e mettendo a referto 12 punti (tirando col 41,8%), 3,8 assist e 4,5 rimbalzi a partita.
La stagione 2004-05 (dopo l'oro olimpico) sancisce la definitiva esplosione di Manu: gioca titolare tutte e 74 le partite di regular season, migliorando sensibilmente dal punto di vista realizzativo: 16 PPG tirando col 47%. Nel febbraio 2005 viene chiamato per l'NBA All-Star Game con la selezione della Western Conference, sconfitta 125-115 dalla selezione della Eastern Conference. Nell'occasione Ginóbili segna 8 punti in 22 minuti di gioco, con 3 rimbalzi, 1 assist e un recupero.
Nel 2005 ha conquistato il secondo titolo NBA della sua carriera, giocando da protagonista assoluto, insieme all'MVP Tim Duncan, la serie finale contro i Detroit Pistons, che ha chiuso con quasi 20 punti di media a partita.
Nella stagione 2005-06 Ginóbili non riesce a dare il suo solito contributo a causa di un fastidio alla caviglia, e probabilmente per questo motivo non ha fatto parte dell'All-Star Game, dove invece è andato il suo compagno di squadra Tony Parker oltre a Tim Duncan.
San Antonio è comunque approdata ai play-off come prima testa di serie dell'Ovest e ha sconfitto i Sacramento Kings per 4 a 2 nel primo turno. Tuttavia San Antonio è stata eliminata dopo 7 gare dai Dallas Mavericks, in una delle serie playoff forse più emozionanti di sempre. Cruciale un suo errore, sul più tre Spurs, nel commettere fallo su Nowitzki, il quale, segnando e convertendo il libero supplementare, trascina la squadra all'overtime di gara-7 che gli Spurs perderanno.

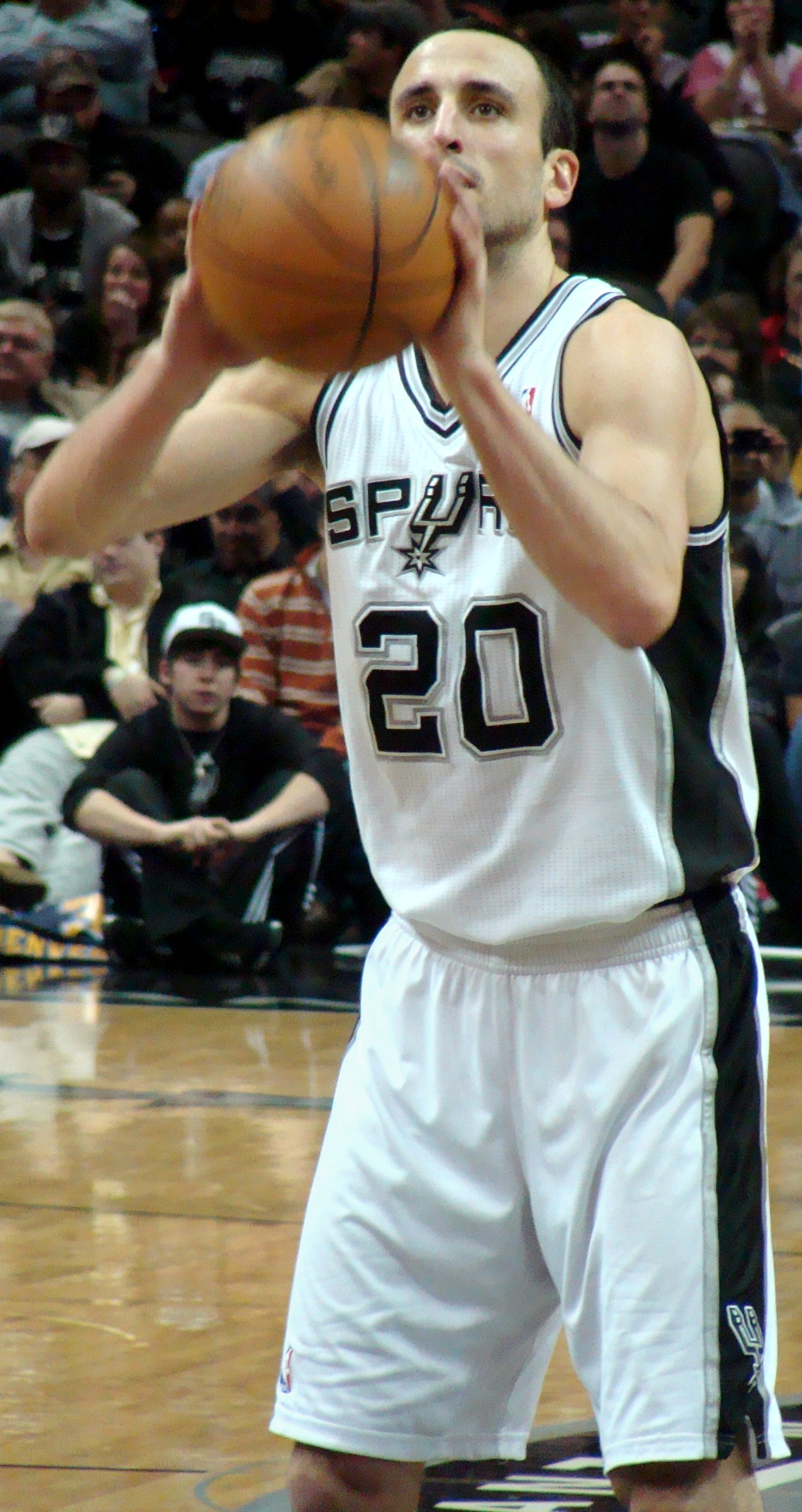
Ginóbili con la casacca degli Spurs.

Nella stagione 2006-07 Ginóbili, ormai parte integrante del Big Three degli Spurs (con Duncan e Parker), è investito da coach Popovich del ruolo di sesto uomo della squadra (pur essendo di fatto una delle stelle), con un minutaggio sulla mezz'ora. Con gli Spurs Ginóbili raggiunge e vince per la terza volta in 5 anni le finali NBA, superando con gli Spurs rispettivamente i Denver Nuggets, i Phoenix Suns di Mike D'Antoni (considerata da molti la vera finale) e gli Utah Jazz nella finale della Western Conference. La finale contro i Cleveland Cavaliers dell'astro nascente LeBron James è senza storia e termina con la vittoria degli "speroni" con il punteggio di 4-0.
La stagione successiva Ginóbili vive probabilmente una delle sue migliori annate: fa registrare i career-high di medie in punti (19,5), rimbalzi (4,8), assist (4,5), percentuale da tre (40,1%) e minuti giocati (31,1). Viene eletto miglior sesto uomo dell'anno e inserito nell'All-NBA Third Team. Gli Spurs, dopo aver superato al primo turno di nuovo i Suns e nel secondo i New Orleans Hornets, affrontano nella finale di conference i Lakers da cui vengono battuti per 4 a 1.

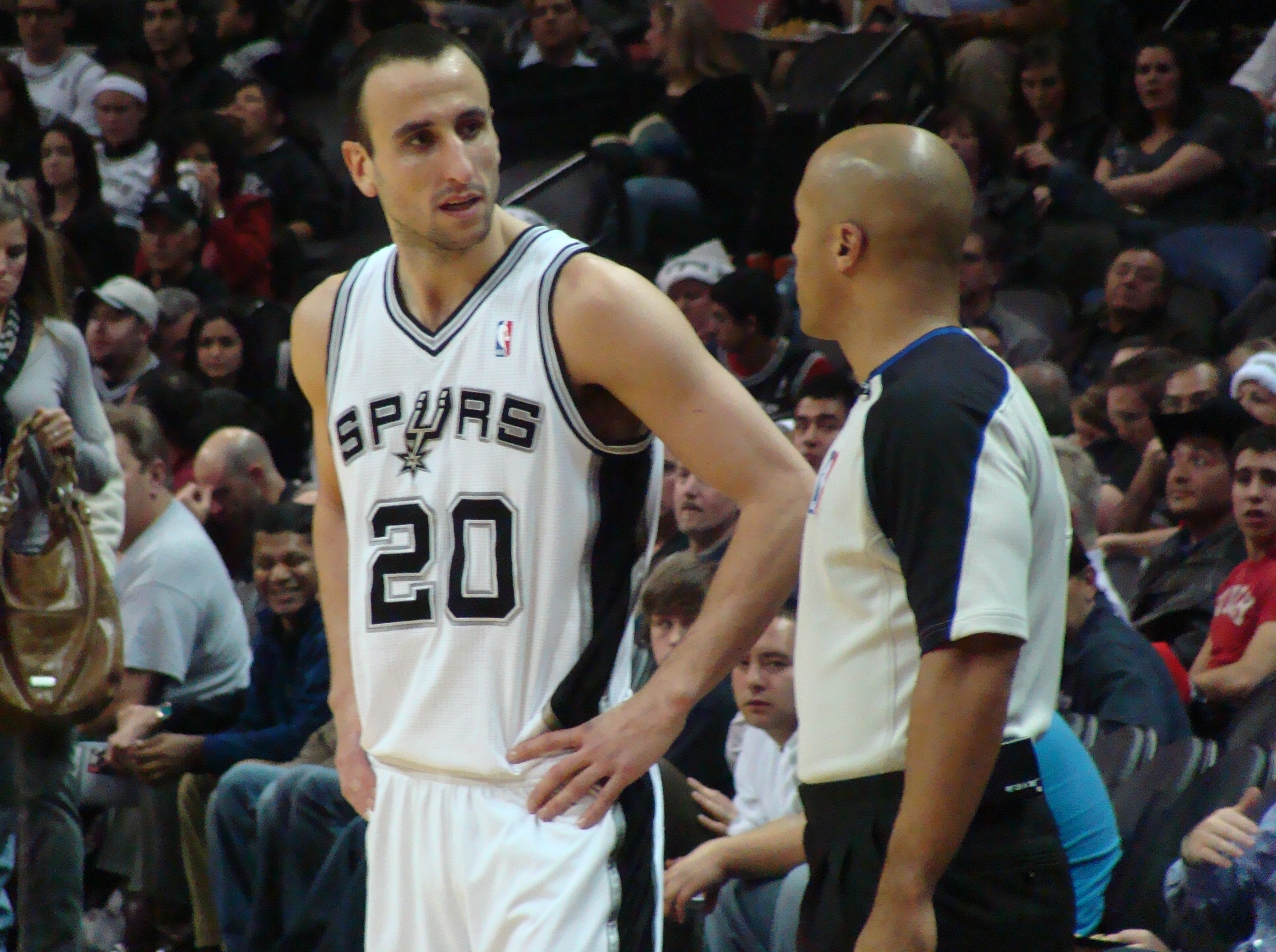
Manu Ginóbili discute con un arbitro.

Nella stagione 2008-09 soffre dell'infortunio alla caviglia e non può garantire il solito grande rendimento alla squadra. La sua stagione si chiude in anticipo senza poter giocare i play-off.
Nella stagione successiva, rispetto all'anno precedente, riesce a giocare sia la solita ottima regular season sia i play-off, dove al primo turno gli Spurs sconfiggono i Dallas Mavericks con il punteggio di 4-2, ma vengono eliminati al secondo turno dai Phoenix Suns con un pesante 4-0.
Nella stagione 2010-11 gli Spurs decidono di cambiare le rotazioni e Ginóbili parte così in quintetto base in 79 partite su 80 (entrambi record personali): a causa del minutaggio ridotto del veterano Duncan, Ginóbili diventa la stella indiscussa della squadra, che con le sue giocate, la porta a lungo ad avere il miglior record della NBA, prima di un pessimo finale di stagione. La grande annata dell'argentino si tradurrà sia nella convocazione al suo secondo All-Star Game sia alla scelta nell'All-NBA Third Team. Gli Spurs arrivano comunque ai playoff con il record di 61 vittorie e 21 sconfitte (migliore della Western Conference) secondo solo al 62-20 dei Chicago Bulls, ma, a sorpresa, vennero eliminati subito al primo turno dai Memphis Grizzlies complice anche un serio infortunio al gomito subito da Ginóbili, che però riuscì lo stesso a giocare ottime partite sempre in doppia cifra.
Durante il periodo del lockout NBA, iniziarono a circolare delle voci riguardanti un suo probabile ritorno alla Virtus Bologna, la squadra in cui ottenne i suoi primi importanti trionfi. Alla fine Ginóbili rimase agli Spurs, e quando riprende la stagione, trascinò la squadra a vincere 3 delle prime 4 partite, prima di infortunarsi ad una mano durante la partita con i Minnesota Timberwolves. In quasi tutta la stagione fu afflitto dagli infortuni, ma durante l'ultimo mese riuscì a trovare un'ottima forma e a presentarsi nei playoffs abbastanza riposato. I primi due turni vennero superati con facilità dagli Spurs con due schiaccianti vittorie sugli Utah Jazz (4-0) e sui Los Angeles Clippers (4-0). Giunti alle Western Conference Finals i San Antonio Spurs e Ginóbili incontrano gli Oklahoma City Thunder che dopo essere stati sotto 2-0, e nonostante ottime prestazioni dell'argentino che è andato sempre in doppia cifra, rimontano gli speroni battendoli 4-2.
Nella stagione 2012-13 continua a portare il solito apporto dalla panchina, gli Spurs terminano la regular season con un record di 58-24 (terzo migliore della lega). La squadra ai play-off arriva agevolmente in finale concedendo solo due vittorie ai Golden State Warriors in semifinale di Conference, alle Finals sono però i Miami Heat ad avere la meglio in 7 gare nonostante gli Spurs fossero avanti per 3-2.
La stagione seguente 2013-14 vede un miglioramento nel gioco di Ginóbili e della squadra, che vince la stagione regolare con un record di 62-20. Ancora una volta la squadra arriva in finale contro i Miami Heat, in una rivincita della sfida dell'anno precedente. Questa volta gli Spurs vincono nettamente la serie 4-1, con Ginobili che si riscatta giocando cinque ottime partite. Da ricordare in particolare in gara-5 una schiacciata in transizione su Chris Bosh dopo aver eluso il resto della difesa avversaria, che venne scelta come miglior giocata della serie dalla NBA.
Il 27 agosto 2018 annuncia il ritiro dall'attività agonistica, all'età di 41 anni.
Il 29 marzo 2019 gli Spurs hanno ritirato la maglia n° 20 in suo onore.

### Nazionale argentina (1998-2016)
Ginóbili iniziò a rappresentare la nazionale di basket argentina fin dal 1998, partecipando a Mondiali, Giochi Panamericani e FIBA Americas Championship. In particolare dopo aver portato da protagonista assoluto il suo team alla vittoria del Campionato Americano di Pallacanestro 2001, Ginóbili è tra i migliori giocatori dei Mondiali 2002 (argento biancoeceleste), dove è costretto a giocare solo 12 minuti (senza segnare) della finale con la Jugoslavia a causa di un infortunio occorsogli in semifinale.
L'anno dopo risulta decisivo per la conquista dello storico titolo olimpico ad Atene 2004 da parte dell'Argentina, a discapito della Nazionale Italiana, e dopo aver sconfitto in semifinale i favoriti Stati Uniti con una prova da 29 punti. Nella competizione olimpica ha tenuto una media di 19,3 punti e 3,3 assist a partita. Una delle giocate-simbolo di quel torneo è il canestro sulla sirena di Ginóbili nel match inaugurale contro la Serbia e Montenegro (campione del mondo in carica), rivincita della finale iridata di 2 anni prima. Con questa vittoria Ginóbili diventa l'unico giocatore della storia della pallacanestro ad aver vinto un titolo nazionale (in Italia con la Virtus Bologna), un'Eurolega, la medaglia d'oro olimpica e l'anello di Campione NBA (a Bill Bradley mancò il titolo nazionale nell'esperienza milanese).
Nell'estate 2006 ai Mondiali trascinò l'Argentina fino alle semifinali, perse per 75-74 contro gli spagnoli, poi trionfatori. Nonostante l'insuccesso Ginóbili si mise comunque in mostra realizzando 15,2 punti di media a partita e rientrando per la seconda volta nel quintetto dei migliori della manifestazione.
In occasione delle Olimpiadi di Pechino 2008 è scelto come portabandiera alla cerimonia d'apertura dell'intera delegazione argentina. Nel torneo olimpico dà un contributo alterno per via di un perdurante infortunio alla caviglia e deve abbandonare il campo dopo soltanto un minuto nella semifinale contro gli Stati Uniti.
Infine dopo una cavalcata altalenante alle Olimpiadi di Londra 2012, Ginóbili e la cosiddetta "generaciòn dorada" dopo la sconfitta in semifinale con gli Stati Uniti, perdono, in volata, anche nella finale per il bronzo contro la Russia.
Nel 2016 partecipa con la nazionale argentina alla XXXI Olimpiade. Al termine della manifestazione Ginóbili lasciò la Nazionale argentina dopo 18 anni di militanza.

## Statistiche
| † | Denota le stagioni in cui ha vinto il titolo |
| * | Primo nella lega                             |

### NBA

#### Regular Season
| Anno       | Squadra           | PG    | PT  | MP   | TC%  | 3P%  | TL%  | RP  | AP  | PRP | SP  | PP   |
| ---------- | ----------------- | ----- | --- | ---- | ---- | ---- | ---- | --- | --- | --- | --- | ---- |
| 2002-2003† | San Antonio Spurs | 69    | 5   | 20,7 | 43,8 | 34,5 | 73,7 | 2,3 | 2,0 | 1,4 | 0,2 | 7,6  |
| 2003-2004  | San Antonio Spurs | 77    | 38  | 29,4 | 41,8 | 35,9 | 80,2 | 4,5 | 3,8 | 1,8 | 0,2 | 12,8 |
| 2004-2005† | San Antonio Spurs | 74    | 74  | 29,6 | 47,1 | 37,6 | 80,3 | 4,4 | 3,9 | 1,6 | 0,4 | 16,0 |
| 2005-2006  | San Antonio Spurs | 65    | 56  | 27,9 | 46,2 | 38,2 | 77,8 | 3,5 | 3,6 | 1,5 | 0,4 | 15,1 |
| 2006-2007† | San Antonio Spurs | 75    | 36  | 27,5 | 46,4 | 39,6 | 86,0 | 4,4 | 3,5 | 1,5 | 0,4 | 16,5 |
| 2007-2008  | San Antonio Spurs | 74    | 23  | 31,0 | 46,0 | 40,1 | 86,0 | 4,8 | 4,5 | 1,5 | 0,4 | 19,5 |
| 2008-2009  | San Antonio Spurs | 44    | 7   | 26,8 | 45,4 | 33,0 | 88,4 | 4,5 | 3,6 | 1,5 | 0,4 | 15,5 |
| 2009-2010  | San Antonio Spurs | 75    | 21  | 28,7 | 44,1 | 37,7 | 87,0 | 3,8 | 4,9 | 1,4 | 0,3 | 16,5 |
| 2010-2011  | San Antonio Spurs | 80    | 79  | 30,3 | 43,3 | 34,9 | 87,1 | 3,7 | 4,9 | 1,5 | 0,4 | 17,4 |
| 2011-2012  | San Antonio Spurs | 34    | 7   | 23,4 | 52,6 | 41,3 | 87,1 | 3,4 | 4,4 | 0,7 | 0,4 | 12,9 |
| 2012-2013  | San Antonio Spurs | 60    | 0   | 23,2 | 42,5 | 35,3 | 79,6 | 3,4 | 4,6 | 1,3 | 0,2 | 11,8 |
| 2013-2014† | San Antonio Spurs | 68    | 3   | 22,8 | 46,9 | 34,9 | 85,1 | 3,0 | 4,3 | 1,0 | 0,3 | 12,3 |
| 2014-2015  | San Antonio Spurs | 70    | 0   | 22,7 | 42,6 | 34,5 | 72,1 | 3,0 | 4,2 | 1,0 | 0,3 | 10,5 |
| 2015-2016  | San Antonio Spurs | 58    | 0   | 19,6 | 45,3 | 39,1 | 81,3 | 2,5 | 3,1 | 1,1 | 0,2 | 9,6  |
| 2016-2017  | San Antonio Spurs | 69    | 0   | 18,7 | 39,0 | 39,2 | 80,4 | 2,3 | 2,7 | 1,2 | 0,2 | 7,5  |
| 2017-2018  | San Antonio Spurs | 65    | 0   | 20,0 | 43,4 | 33,3 | 84,0 | 2,2 | 2,5 | 0,7 | 0,2 | 8,9  |
| Carriera   | Carriera          | 1.057 | 349 | 25,4 | 44,7 | 36,9 | 82,7 | 3,5 | 3,8 | 1,3 | 0,3 | 13,6 |
| All-Star   | All-Star          | 2     | 0   | 21,4 | 36,3 | 0,0  | 83,3 | 3,0 | 3,0 | 2,0 | 0,5 | 7,5  |

### Play-off
| Anno     | Squadra           | PG  | PT | MP   | TC%  | 3P%  | TL%  | RP  | AP  | PRP  | SP  | PP   |
| -------- | ----------------- | --- | -- | ---- | ---- | ---- | ---- | --- | --- | ---- | --- | ---- |
| 2003†    | San Antonio Spurs | 24  | 0  | 27,5 | 38,6 | 38,4 | 75,7 | 3,8 | 2,9 | 1,7  | 0,4 | 9,4  |
| 2004     | San Antonio Spurs | 10  | 0  | 28,0 | 44,7 | 28,6 | 81,8 | 5,3 | 3,1 | 1,7  | 0,1 | 13,0 |
| 2005†    | San Antonio Spurs | 23  | 15 | 33,6 | 50,7 | 43,8 | 79,5 | 5,8 | 4,2 | 1,2  | 0,3 | 20,8 |
| 2006     | San Antonio Spurs | 13  | 11 | 32,8 | 48,4 | 33,3 | 83,9 | 4,5 | 3,0 | 1,5  | 0,5 | 18,4 |
| 2007†    | San Antonio Spurs | 20  | 0  | 30,1 | 40,1 | 38,4 | 83,6 | 5,5 | 3,7 | 1,6  | 0,2 | 16,7 |
| 2008     | San Antonio Spurs | 17  | 6  | 32,9 | 42,2 | 37,3 | 89,6 | 3,8 | 3,9 | 0,6  | 0,3 | 17,8 |
| 2010     | San Antonio Spurs | 10  | 10 | 35,2 | 41,4 | 33,3 | 86,6 | 3,7 | 6,0 | 2,6* | 0,2 | 19,4 |
| 2011     | San Antonio Spurs | 5   | 5  | 34,8 | 44,3 | 32,1 | 78,0 | 4,0 | 4,2 | 2,6* | 0,6 | 20,6 |
| 2012     | San Antonio Spurs | 14  | 2  | 27,9 | 44,8 | 33,8 | 85,7 | 3,5 | 4,0 | 0,7  | 0,2 | 14,4 |
| 2013     | San Antonio Spurs | 21  | 3  | 26,7 | 39,9 | 30,2 | 73,8 | 3,7 | 5,0 | 1,1  | 0,2 | 11,5 |
| 2014†    | San Antonio Spurs | 23  | 0  | 25,5 | 43,9 | 39,0 | 86,2 | 3,3 | 4,1 | 1,6  | 0,1 | 14,3 |
| 2015     | San Antonio Spurs | 7   | 0  | 18,7 | 34,9 | 36,4 | 86,2 | 3,4 | 4,6 | 0,6  | 0,9 | 8,0  |
| 2016     | San Antonio Spurs | 10  | 0  | 19,2 | 42,6 | 42,9 | 78,3 | 2,7 | 2,5 | 0,8  | 0,3 | 6,7  |
| 2017     | San Antonio Spurs | 16  | 1  | 17,8 | 41,2 | 22,5 | 73,9 | 2,4 | 2,4 | 1,0  | 0,1 | 6,6  |
| 2018     | San Antonio Spurs | 5   | 0  | 21,4 | 40,5 | 33,3 | 81,8 | 3,0 | 3,2 | 1,4  | 0,2 | 9,0  |
| Carriera | Carriera          | 218 | 53 | 27,9 | 43,3 | 35,8 | 81,7 | 4,0 | 3,8 | 1,3  | 0,3 | 14,0 |

### Massimi in carriera
- Massimo di punti: 48 vs Phoenix Suns (21 gennaio 2005)[16]
- Massimo di rimbalzi: 15 vs Toronto Raptors (11 febbraio 2008)
- Massimo di assist: 15 vs Sacramento Kings (1º marzo 2013)
- Massimo di palle rubate: 8 vs Los Angeles Lakers (23 gennaio 2008)
- Massimo di stoppate: 4 (2 volte)
- Massimo di minuti giocati: 50 vs Los Angeles Clippers (9 aprile 2005)

## Palmarès

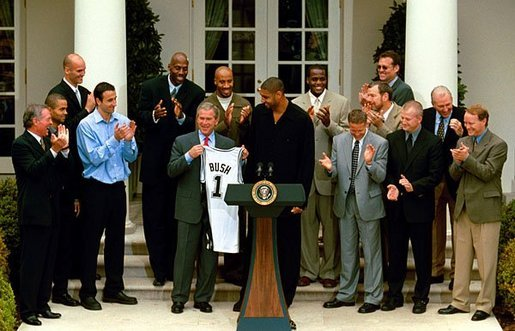
Ginóbili con i compagni di squadra dei San Antonio Spurs alla Casa Bianca per la vittoria del titolo NBA nel 2003.

### Squadra

#### Club
- Campionato italiano: 1

Virtus Bologna: 2000-01
- Coppa Italia: 2

Virtus Bologna: 2001, 2002
- Eurolega: 1

Virtus Bologna: 2000-01
- Campionato NBA: 4

San Antonio Spurs: 2003, 2005, 2007, 2014

#### Nazionale
- Olimpiadi:
 Atene 2004
 Pechino 2008
- Mondiali: 
  - : Stati Uniti 2002

- FIBA Americas Championship

: Argentina 2001
: Porto Rico 2003
: Porto Rico 1999
: Argentina 2011

### Individuale

#### Club
- 1999: All-Star Lega italiana (Viola Reggio Calabria)
- 2000: All-Star Lega italiana (Kinder Bologna)
- 2000: Giocatore più migliorato della lega italiana (Kinder Bologna)
- 2001: All-Star Lega italiana (Kinder Bologna)
- MVP Serie A: 2

Virtus Bologna: 2001, 2002
- 2001: MVP Campionato Italiano (Kinder Bologna)
- 2001: Euroleague Final Four MVP (Kinder Bologna)
- MVP Coppa Italia Serie A: 1

Virtus Bologna: 2002
- 2002: All-Euroleague First Team (Kinder Bologna)
- 2005: All-Star NBA (San Antonio Spurs)
- 2008: NBA Sixth Man of the Year Award (San Antonio Spurs)
- 2008: All-NBA Third Team (San Antonio Spurs)
- 2011: All-Star NBA (San Antonio Spurs)
- 2011: All-NBA Third Team (San Antonio Spurs)

#### Nazionale
- 2001: MVP FIBA Americas Championship 2001
- 2002: Quintetto ideale dei Mondiali
- 2004: MVP Giochi Olimpici
- 2006: Quintetto ideale dei Mondiali

#### Altro
- Premio Olimpia: 2003, 2004 (ex aequo con Carlos Tévez)
- Inserito tra i 50 personaggi più importanti della storia dell'Euroleague Basketball
- Inserito nella Naismith Memorial Basketball Hall of Fame nel 2022
- All-25 Euroleague team